# Dąb Hugo Conwentza
Dąb Hugo Conwentza – pomnikowy dąb szypułkowy rosnący w Białowieskim Parku Narodowym, jeden z najpotężniejszych i najsłynniejszych dębów Puszczy Białowieskiej obok Dębu Jagiełły oraz Dębu Cara. Drzewo stoi na terenie Białowieskiego Parku Narodowego przy głównej ścieżce turystycznej, jako jedna z jego atrakcji.
Obwód pnia na wysokości 130 cm od postawy wynosi 690 centymetrów (według pomiarów z 2009 roku), wysokość drzewa wynosi 36.8 metrów (według pomiarów z 2009).
Nazwa dębu nadana została przez Tomasza Niechodę, ze względu za zasługi Hugo Conwentza podczas I wojny światowej dla ochrony zakątka Puszczy ukrytego w ramionach rzeki Narewki oraz Hwoźnej (później BPN).
Dąb wykiełkował w XVI wieku, Niechoda szacuje jego wiek na 400-450 lat. Pień drzewa jest prosty, korona składa się z mało rozłożystych konarów.
Żywotność dębu jest dobra; rośnie na żyznym siedlisku. W jego sąsiedztwie rośnie kilka innych potężnych dębów.